# Порта Номентана
Порта Номентана (на латински: Porta Nomentana) е вход в построената между 271 и 275 г. Стена на Аврелиан в Рим. От вратата започвала през древността Виа Номентана.
Намирала се е недалече от Mons Sacer и източно от Порта Пиа. Вратата е широка 2,90 м и висока 5,50 м. От 13 век вратата се казва Porta S. Agnese, понеже води към главния вход на базиликата Sant’Agnese fuori le mura.
През 1827 г. под южната кула на портата откриват гроба на Квинт Хатерий, голям оратор, суфектконсул през 5 г. пр.н.е., умрял на 89 години през 27 г.